# Brendan Witt
Brendan Witt (* 20. února 1975, Humboldt, Saskatchewan) je bývalý kanadský hokejový obránce.

## Hráčská kariéra
S kariérou v NHL začal v týmu Washington Capitals, kterým byl draftován v roce 1993 v 1. kole (celkově 11.). V průběhu sezóny 2001/02 si vysloužil v týmu Caps kapitánské „C“ spolu se Stevem Konowalchukem. Před sezónou ztratil podíl na kapitánské „C“, když v hlasování byl si vybrán Konowalchuk jako jediný kapitán v týmu. 22. října 2003 byl Konowalchuk vyměněn do týmu Colorado Avalanche, nebyl jmenován žádný kapitán až do září 2005, kdy byl jmenován Jeff Halpern.
Během výluky v NHL 2004/05 podepsal smlouvu v lize BNL v týmu Bracknell Bees. V týmu odehrál jen tři zápasy, poté se musel vrátit zpátky domů kvůli požáru u jeho domu. Během jeho třech odehraných zápasů vstřelil jeden gól a dostal čtyři asistence.
V srpnu 2005 požádal o výměnu v Capitals aby měli lepší šanci na výhru Stanley Cupu. I přes podepsanou smlouvu v Capitals zůstal až do začátku sezóny 2005/06, kdy byla jeho žádost o výměnu nakonec provedena 9. března 2006 kdy byl vyměněn do týmu Nashville Predators Krise Beeche.
3. července 2006 podepsal tříletý kontrakt jako volný hráč s týmem New York Islanders a byl jmenován náhradníkem kapitána „A“. 8. července 2008, kdy mu zbýval jeden rok působení v týmu se ostrované rozhodli prodloužit smlouvu na dva roky, ve kterých si vydělal 6000000 dolarů. Během sezóny 2008/09, 27. února 2009 v zápase proti Toronto Maple Leafs měl pozastavenou činnost v NHL na pět zápasů kvůli faulu loktem do hlavy hráči Niklas Hagman, který utrpěl otřes mozku.
V lednu 2010 byl poslán na farmu do Bridgeport Sound Tigers (AHL) kde byl rovněž jmenován náhradníkem kapitána „A“. Po dokončení sezóny s dvěma góly v 27 zápasech za Bridgeport byl pak odkoupen ze smlouvy ze zbývajícím rokem.

## Zajímavosti
8. prosince 2009 srazilo Brendana Witt osobní auto. Automobil se proti pravidlům otáčel na křižovatce, poté srazil Witta, který se chtěl srážce vyhnout, pokusil se vyskočit na kapotu auta ale přesto ho vůz porazil na zem. Po srážce se zvedl a ubezpečil okolí že je v pořádku a dodal: „Jsem v pořádku. Jsem hokejista a musím jít hrát. Žádný problém,“. K nehodě nevolal ani policii. K večeru dokonce nastoupil do utkání, ve kterém strávil přes 17 minut, ale jeho tým prohrál 2:6 nad Philadelphia Flyers. 

## Ocenění a úspěchy
- 1993 WHL - První All-Star Tým (Západ)
- 1994 CHL - První All-Star Tým
- 1994 WHL - První All-Star Tým (Západ)
- 1994 WHL - Bill Hunter Memorial Trophy

## Prvenství
- Debut v NHL - 7. října 1995 (Washington Capitals proti St. Louis Blues)
- První gól v NHL - 26. října 1995 (Boston Bruins proti Washington Capitals, kanadskému brankáři Blaine Lacher)
- První asistence v NHL - 26. října 1995 (Boston Bruins proti Washington Capitals)

## Klubové statistiky
| Sezóna       | Klub                    | Soutěž       |     | Základní část | Základní část | Základní část | Základní část | Základní část |   | Play off | Play off | Play off | Play off | Play off |
| Sezóna       | Klub                    | Soutěž       | Z   | G             | A             | B             | TM            | Z             | G | A        | B        | TM       |          |          |
| 1990/1991    | Seattle Thunderbirds    | WHL          | —   | —             | —             | —             | —             | 1             | 0 | 0        | 0        | 0        |          |          |
| 1991/1992    | Seattle Thunderbirds    | WHL          | 67  | 3             | 9             | 12            | 212           | 15            | 1 | 1        | 2        | 84       |          |          |
| 1992/1993    | Seattle Thunderbirds    | WHL          | 70  | 2             | 26            | 28            | 239           | 5             | 1 | 2        | 3        | 30       |          |          |
| 1993/1994    | Seattle Thunderbirds    | WHL          | 56  | 8             | 31            | 39            | 235           | 9             | 3 | 8        | 11       | 23       |          |          |
| 1995/1996    | Washington Capitals     | NHL          | 48  | 2             | 3             | 5             | 85            | —             | — | —        | —        | —        |          |          |
| 1996/1997    | Portland Pirates        | AHL          | 30  | 2             | 4             | 6             | 56            | 5             | 1 | 0        | 1        | 30       |          |          |
| 1996/1997    | Washington Capitals     | NHL          | 44  | 3             | 2             | 5             | 88            | —             | — | —        | —        | —        |          |          |
| 1997/1998    | Washington Capitals     | NHL          | 64  | 1             | 7             | 8             | 112           | 16            | 1 | 0        | 1        | 14       |          |          |
| 1998/1999    | Washington Capitals     | NHL          | 54  | 2             | 5             | 7             | 87            | —             | — | —        | —        | —        |          |          |
| 1999/2000    | Washington Capitals     | NHL          | 77  | 1             | 7             | 8             | 114           | 3             | 0 | 0        | 0        | 0        |          |          |
| 2000/2001    | Washington Capitals     | NHL          | 72  | 3             | 3             | 6             | 101           | 6             | 2 | 0        | 2        | 12       |          |          |
| 2001/2002    | Washington Capitals     | NHL          | 68  | 3             | 7             | 10            | 78            | —             | — | —        | —        | —        |          |          |
| 2002/2003    | Washington Capitals     | NHL          | 69  | 2             | 9             | 11            | 106           | 6             | 1 | 0        | 1        | 0        |          |          |
| 2003/2004    | Washington Capitals     | NHL          | 72  | 2             | 10            | 12            | 123           | —             | — | —        | —        | —        |          |          |
| 2004/2005    | Bracknell Bees          | BNL          | 3   | 1             | 4             | 5             | 0             | —             | — | —        | —        | —        |          |          |
| 2005/2006    | Washington Capitals     | NHL          | 58  | 1             | 10            | 11            | 141           | —             | — | —        | —        | —        |          |          |
| 2005/2006    | Nashville Predators     | NHL          | 17  | 0             | 3             | 3             | 68            | 5             | 0 | 0        | 0        | 12       |          |          |
| 2006/2007    | New York Islanders      | NHL          | 81  | 1             | 13            | 14            | 131           | 5             | 0 | 1        | 1        | 6        |          |          |
| 2007/2008    | New York Islanders      | NHL          | 59  | 2             | 5             | 7             | 51            | —             | — | —        | —        | —        |          |          |
| 2008/2009    | New York Islanders      | NHL          | 65  | 0             | 9             | 9             | 94            | —             | — | —        | —        | —        |          |          |
| 2009/2010    | New York Islanders      | NHL          | 42  | 2             | 3             | 5             | 45            | —             | — | —        | —        | —        |          |          |
| 2009/2010    | Bridgeport Sound Tigers | AHL          | 27  | 2             | 4             | 6             | 49            | —             | — | —        | —        | —        |          |          |
| Celkem v NHL | Celkem v NHL            | Celkem v NHL | 890 | 25            | 96            | 121           | 1424          | 41            | 4 | 1        | 5        | 44       |          |          |

## Reprezentace
| Rok                       | Tým                       | Soutěž                    | Z | G | A | B | TM |
| ------------------------- | ------------------------- | ------------------------- | - | - | - | - | -- |
| 1994                      | Kanada                    | MSJ                       | 7 | 0 | 0 | 0 | 6  |
| Seniorská kariéra celkově | Seniorská kariéra celkově | Seniorská kariéra celkově | 7 | 0 | 0 | 0 | 6  |